# Flight Design

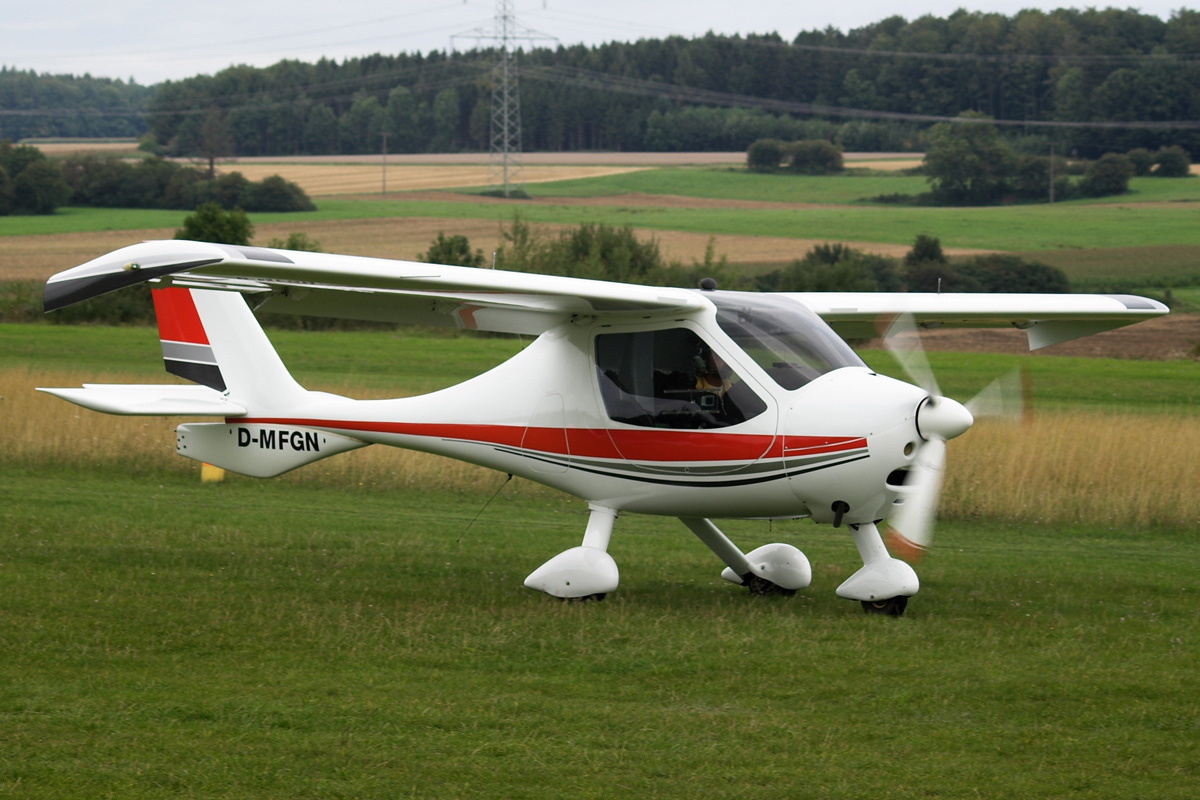
Flight Design CTSW auf dem Flugplatz Blaubeuren

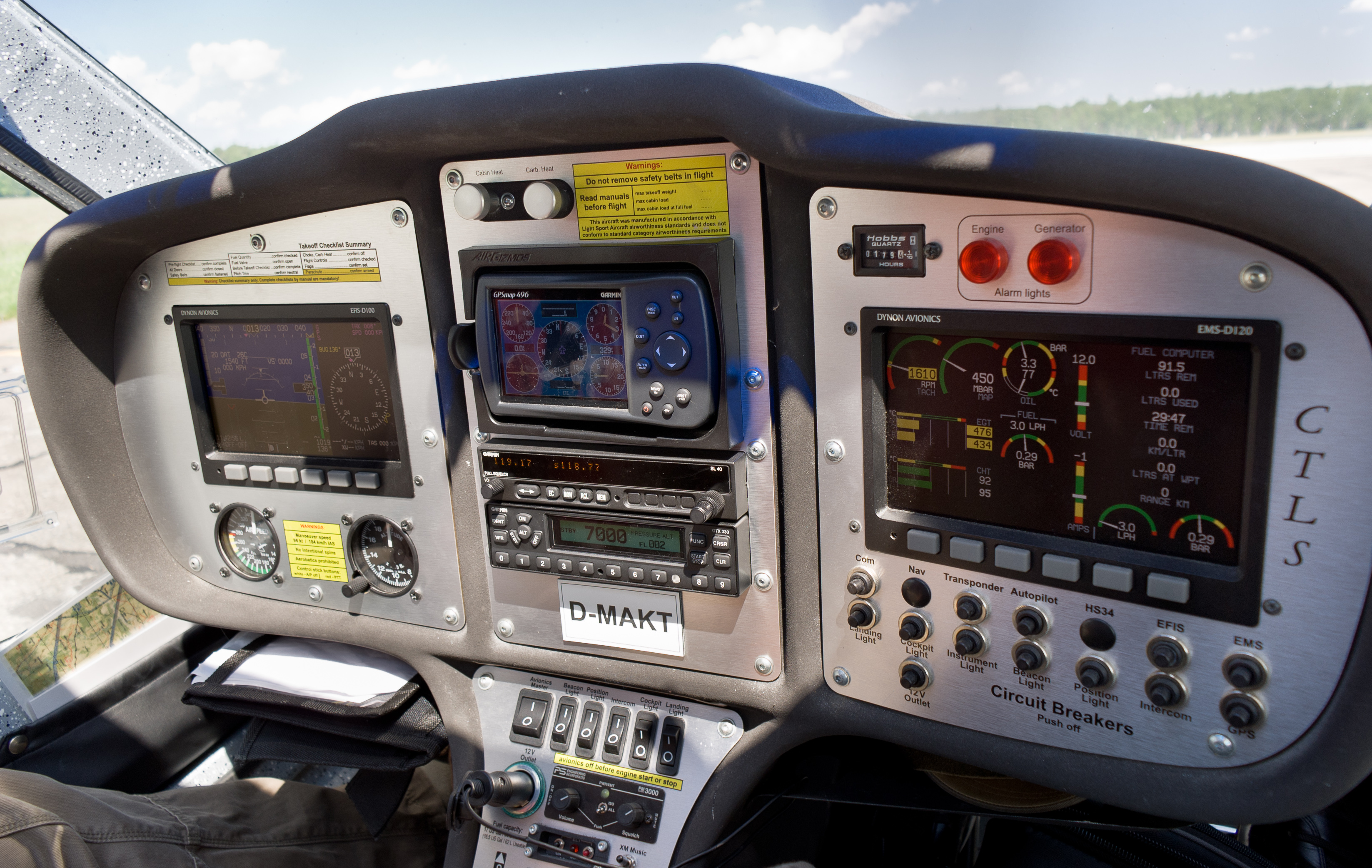
Cockpit einer CTLS

Flight Design general aviation GmbH (ehemals Flight Design GmbH) ist ein deutsches Flugzeugdesignunternehmen und Flugzeughersteller mit ursprünglichem Sitz in Leinfelden-Echterdingen und jetzt in Hörselberg-Hainich bei Eisenach.

## Geschichte
Das Unternehmen begann in den 1980er Jahren mit dem Bau von Hängegleitern und Gleitschirmen sowie 1993 mit Ultraleichtflugzeugen.
Die CT-Serie flog erstmals im März 1996 und wurde 1997 in die Produktion genommen. Diese Flugzeugserie kann in vielen Ländern gemäß den Vorschriften für Leichtflugzeuge und/oder Ultraleichtflugzeuge und in den USA und den Ländern, in denen die LSA-Vorschriften (Light-Sport Aircraft Rules) gelten, nach ASTM-Standards zugelassen werden. Die ursprünglichen Ingenieurs- und Konstruktionsarbeiten wurden in Deutschland und der Ukraine ausgeführt. Um die Produktionskosten zu senken, wurde ein Werk für die Produktion und die Montage der Flugzeuge in der Ukraine in Cherson aufgebaut.
Im Februar 2011 gab das Unternehmen bekannt, dass es ein viersitziges Flugzeug mit der Bezeichnung C4 entwickelt, welches seinen Erstflug im Frühjahr 2015 absolvierte.
Im Februar 2016 meldete das Unternehmen Insolvenz an. Rechtsanwalt Knut Rebholz, ein Partner der Anwaltskanzlei Mönning & Partner, wurde der vorübergehende Verwalter des Unternehmens.
Im Juli 2017 wurden die Organisation mit der Produktionsstätte in Cherson und alle Rechte an der CT-Serie (CTSW, CTLS, CTSL Supralight, CTLSi, CTLE) von der neugegründeten Flight Design general aviation mit dem Hauptgesellschafter Lift Air aus Eisenach übernommen. Das Unternehmen ist seitdem auf dem Kindel-Flughafen in der Nähe von Eisenach angesiedelt. Hier findet die Endkontrolle statt und hier sitzt auch das Engineering-Management. Daniel Günther ist der neue Geschäftsführer.
Auf der AERO Friedrichshafen im April 2019 stellte das neu organisierte Unternehmen Prototypen zweier neuer Modelle vor, der  F2 und der F4. Die F4 wird ein viersitziges Flugzeug, das von einem Rotax 915iS-Turbomotor angetrieben wird, während die F2 ein zweisitziges Flugzeug ist, dessen modularer Aufbau eine zukünftige Elektroflugzeugvariante umfasst, die als F2e bezeichnet wird. Ein fliegender Prototyp der F2e wurde ebenfalls auf der Aero 2019 vorgestellt.

## Flugzeugtypen
- F2 (2020) Schulterdecker LSA / Leichtflugzeug, EASA CS 23 Zulassung 2-sitzig
- F4 (2021) Schulterdecker EASA CS 23 Zulassung 4-sitzig
- CTLS (2006) Schulterdecker LSA / Leichtflugzeug, EASA Zulassung 2-sitzig, >1800 gebaut
- C4 (2015) Schulterdecker – vier vollwertige Sitze
- CTSL-Supralight (2013) Schulterdecker LSA / Leichtflugzeug 2-sitzig
- MC (2008) Metal Concept, Schulterdecker LSA / Leichtflugzeug 2-sitzig
- CTSW (2003) CT Short Wing, Schulterdecker LSA / Leichtflugzeug 2-sitzig
- CTLE (2010) CT Law Enforcement, Schulterdecker als Special Mission Kameraflugzeug 2-sitzig
- CTHL (2010) Composite zweisitziger Schulterdecker LSA Leichtflugzeug
- CT2K (1999) Composite Technology, Schulterdecker LSA / Leichtflugzeug 2-sitzig

- KLA-100 (2017) Tiefdecker, LSA / Leichtflugzeug, 2-sitzig

- Axxess & Exxtacy Starrflügel-Drachen, Flügel aus Kohlenstofffaserverbundwerkstoff
- A4 Gleitschirm
- Stream Gleitschirm
- Boxtair Gleitschirm